# آرمن ترچونیان
آرمن هامبارتسومی ترچونیان (ارمنی: Արմեն Համբարձումի Թռչունյան؛  زادهٔ ۲۹ آوریل ۱۹۵۶ - درگذشته ۱۸ نوامبر ۲۰۲۰) یک زیست‌فیزیک‌دان و پژوهشگر اهل ارمنستان بود.

## زندگی‌نامه
در ۲۹ آوریل ۱۹۵۶ در ایروان به دنیا آمد و از دانشگاه دولتی ایروان (۱۹۷۳) فارغ‌التحصیل شد. وی در وزارت آموزش، علوم، فرهنگ و ورزش، دانشگاه دولتی ایروان، دانشگاه دولتی بلگورود و دانشگاه ارمنی-روسی فعالیت می‌کرد. وی عضو مکاتبه‌ای فرهنگستان ملی علوم ارمنستان (۲۰۰۶) بود. وی همچنین برنده دانشمند شایسته جمهوری ارمنستان و جایزه رئیس‌جمهور جمهوری ارمنستان (جایزه پوغوسیان) شده است. وی در ۱۸ نوامبر ۲۰۲۰ در سن ۶۴ سالگی درگذشت.

## یادداشت
1. ↑  կենսաբանական գիտությունների դոկտոր